# Pedro Anacker

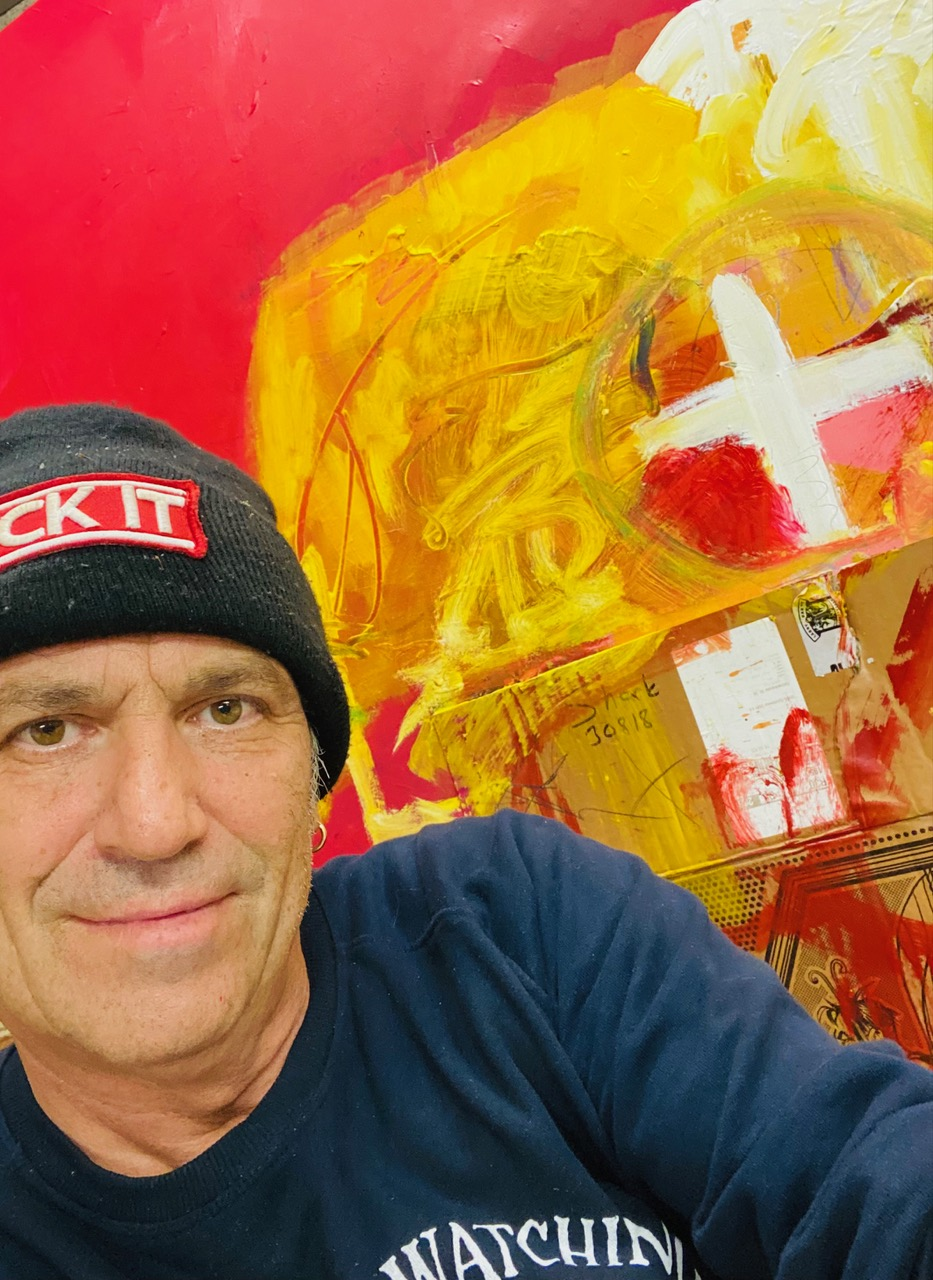
Pedro Anacker in seinem Atelier (2022)

Pedro (Peter) Anacker (* 6. Mai 1962 in Hamburg) ist ein zeitgenössischer Künstler (Maler). Er lebt und arbeitet in Hamburg und Dahme (Ostsee).

## Leben und Werk
Anacker wuchs in Hamburg-Horn auf, besuchte von 1969 bis 1980 die dortige Gesamtschule und schloss diese mit Mittlerer Reife ab. Von 1980 bis 1982 folgte eine Ausbildung zum Groß- und Außenhandlungskaufmann. Anschließend wandte Anacker sich künstlerischer Arbeit zu und studierte von 1984 bis 1986 Freie Malerei an der Hochschule für bildende Künste Hamburg (HFBK) bei Prof. Bernd Koberling. Danach folgte von 1986 bis 1988 eine Mitarbeit bei Andy Hertel im „Toulouse Lautrec-Institut“ in Hamburg und
von 1988 bis 1990 im Kulturrestaurant „Villa Massimo“, Hamburg.
Im Jahr 1992 gründete Anacker zusammen mit Nana Bromberg das erste deutsche Unternehmen für Ambient Media „Edgar-auf der Karte“. Geschäftsgrundlage war die Idee, Kunst und Werbung in einem Medium zu vereinen. Die daraus entwickelte Gratispostkarte „Edgar-Card“ wurde in Kneipen und Restaurants über Kartenständer kostenlos verteilt. Im Jahr 2000 wurde das Unternehmen in die „Edgar Medien AG“ umgewandelt und mit der Hubert Burda Media ein finanzstarker Shareholder beteiligt. Anacker verkaufte 2007 seine Anteile am Unternehmen und gründete mit Sven Wiesner die Social-Media-Agentur „beebop media ag“, welche in 2016 an die französische Werbeholding Havas verkauft wurde. Von 2019 bis 2021 investierte Anacker in eine Beteiligung an einem amerikanischen Start-up-Unternehmen, der Musiklizenzierungsplattform „Songtradr“ und den Aufbau deren deutschen Standortes.
Ab 2021 wandte sich Anacker wieder der Malerei zu und präsentiert seither seine Werke in zahlreichen Ausstellungen.
Seine oftmals großformatigen Arbeiten sind wuchtig, existenziell, modern und urzeitlich zugleich. Entstanden sind zudem Übermalungen alter Zeitdokumente, wie Notenblätter, Zeitungen, Briefe und Pappen. Weitere Arbeiten sind Skulpturen aus Hafenpollern und Schiffswänden aus Eisen.

## Ausstellungen
Einzelausstellungen (Auswahl):
- 2023 „Dann liebt mal schön“, Barlach Halle K, Sylt[3]
- 2022 „EXISTENZIELL“, Barlach Halle K, Hamburg[4]
- 2022 „RE | HI“, Galerie Oberfett, Hamburg[5]
- 1990 Literaturhaus Hamburg
- 1988 Galerie Caspar Bingemer, Hamburg
- 1987 Galerie Haake-Brandt Hamburg

Gruppenausstellungen (Auswahl):
- 2024 Enter Art Fair, Kopenhagen (Galerie Bludin Berisha, Hamburg)[6]
- 2024 All Colors Are Beautiful, ATM Galerie, Lizzn Showroom, Berlin[7]
- 2024 Jung & Schön, ATM Galerie, Fabrik der Künste, Hamburg[8]
- 2023 HAMBURG – SYLT – HAMBURG: 4000, Harald Hentzschel, Pedro Anacker, Barlach Halle K, Hamburg[9]
- 2023 ABSTRACT NOW!, Galerie Oberfett @Kulturenergiebunker, Hamburg[10]
- 2022 New Years Beach-Art-House Sylt, List/Sylt[11]
- 2022 Sommersalon, Galerie Quartr, Hamburg[12]
- 2022 Galerie 040 Kaisergalerie, Hamburg[13]
- 1991 Galerie des Arcades, Bern
- 1991 ARC-Galerie Hamburg
- 1989 Herbstsalon BBH, Kunstverein Hamburg
- 1987 Kunstverein Geheim, Kunstmarkt Hamburg